# Cristian Duma
Cristian David Duma (Pergamino, Argentina; 15 de julio de 1996) es un futbolista profesional argentino que se desempeña como delantero y actualmente milita en Deportes Linares de la Segunda División Profesional de Chile

## Trayectoria
Comenzó su carrera en el Douglas Haig de la Primera B Nacional argentina, disputando 46 partidos y marcando 14 goles. Se coronó como máximo goleador de la Copa Argentina 2018-2019 con 4 goles.
En 2019 fichó por Nacional, uno de los clubes más laureados de Uruguay. No llegó a debutar por el Bolso.
En el 2020 fichó por el Salamanca UDS de la Tercera División RFEF, donde no cuajó un buen nivel debido a problemas de índole personal.
Antes de la temporada 2021, fichó por Deportes Santa Cruz de Primera B chilena, donde marcó 8 goles. Al año siguiente, fue contratado por Deportes Iquique, de la misma categoría.
El 1 de julio de 2022 se anunció su rescisión de contrato por mutuo acuerdo con Deportes Iquique. El 8 de julio es anunciado como nuevo refuerzo del Sol de América paraguayo. En enero de 2023, fue anunciado como nuevo jugador de Cumbayá F. C. de la Serie A de Ecuador.El 10 de enero de 2024, es anunciado su regreso a Deportes Santa Cruz.

## Clubes
Actualizado al último partido disputado el 17 de junio de 2023.
| Club                | País          | Año           | Partidos | Goles |
| ------------------- | ------------- | ------------- | -------- | ----- |
| Douglas Haig        | Argentina     | 2016-2019     | 48       | 14    |
| Nacional            | Uruguay       | 2019-2020     | 0        | 0     |
| Salamanca UDS       | España        | 2020          | 1        | 0     |
| Deportes Santa Cruz | Chile         | 2021          | 22       | 9     |
| Deportes Iquique    | Chile         | 2022          | 15       | 1     |
| Sol de América      | Paraguay      | 2022          | 15       | 4     |
| Cumbayá F. C.       | Ecuador       | 2023          | 8        | 0     |
| Deportes Santa Cruz | Chile         | 2024-Act.     | 22       | 9     |
| Total carrera       | Total carrera | Total carrera | 109      | 28    |

## Vida privada
Es primo del también futbolista Juan Ignacio Duma.